# Ottorino Quaglierini
Ottorino Quaglierini (Collesalvetti, 18 de mayo de 1915-Livorno, 26 de julio de 1992 de 2008) fue un deportista italiano que compitió en remo.
Participó en los Juegos Olímpicos de Berlín 1936, obteniendo una medalla de plata en la prueba de ocho con timonel. Ganó dos medallas en el Campeonato Europeo de Remo, oro en 1937 y bronce en 1938.

## Palmarés internacional
| Juegos Olímpicos   | Juegos Olímpicos         | Juegos Olímpicos  | Juegos Olímpicos |
| Año                | Lugar                    | Medalla           | Prueba           |
| ------------------ | ------------------------ | ----------------- | ---------------- |
| 1936               | Berlín (Alemania)        | Medalla de plata  | Ocho con timonel |
| Campeonato Europeo |                          |                   |                  |
| Año                | Lugar                    | Medalla           | Prueba           |
| 1937               | Ámsterdam (Países Bajos) | Medalla de oro    | Ocho con timonel |
| 1938               | Milán (Italia)           | Medalla de bronce | Ocho con timonel |